# Gerard Pieter Adolfs

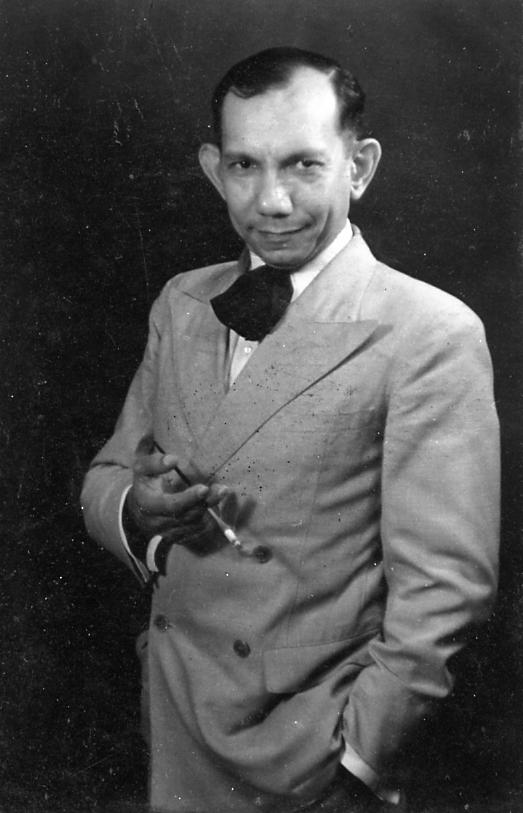
Gerard Pieter Adolfs
circa 1936 in Surabaya, Java

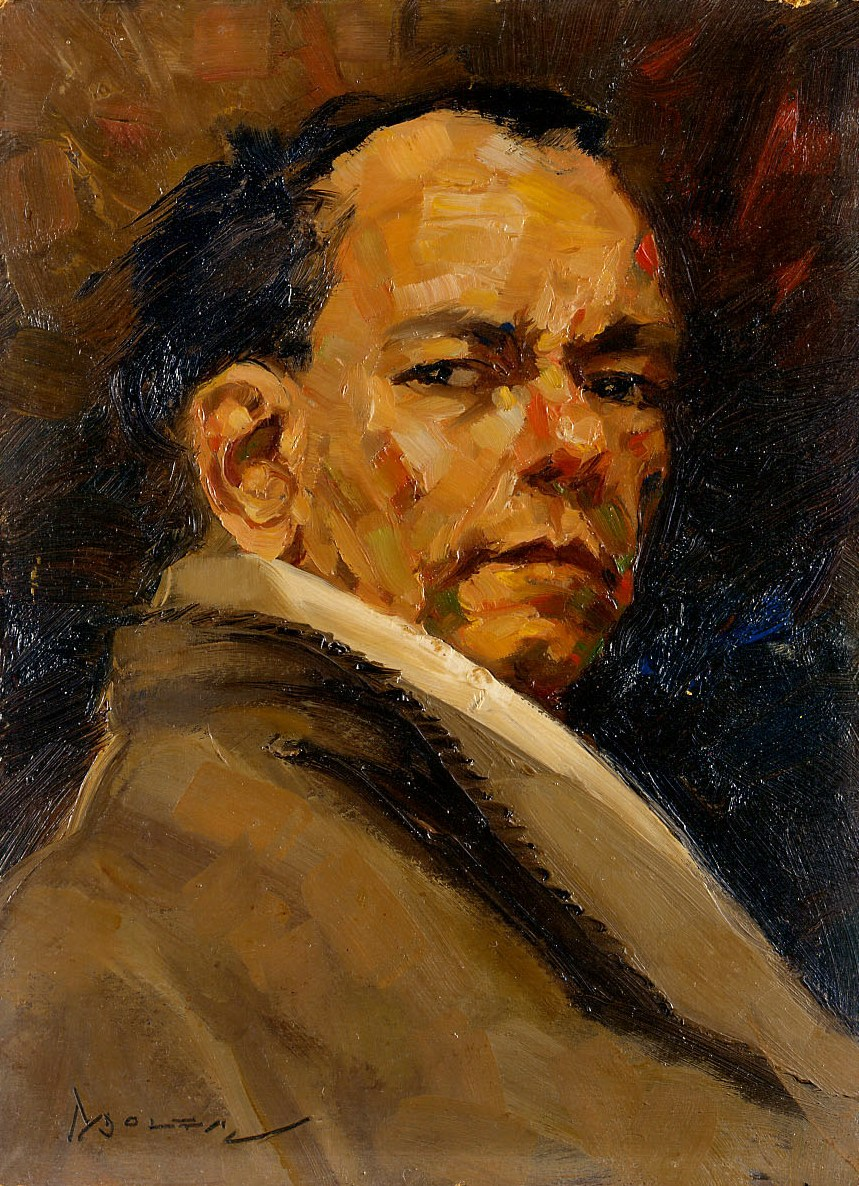
Selbstporträt (1946)

Gerard Pieter Adolfs (* 2. Januar 1898 in Semarang, Zentral-Java, heute Indonesien; † 1. Februar 1968 in ’s-Hertogenbosch, Niederlande) war ein niederländisch-ostindischer Maler und Architekt. In den 1930er Jahren – auf dem Höhepunkt seiner künstlerischen Karriere – wurde Adolfs von der Presse als „Zauberer des Lichts“ bezeichnet.

## Leben
Adolfs verbrachte seine Kindheit und Jugend auf Java. Sein Vater Cornelis Gerardus Adolfs war Architekt und Amateur-Maler, Fotograf, Pianist. Mit 14 Jahren wurde Adolfs von seinem Vater in die Niederlande gebracht. Er besuchte in Amsterdam zuerst die Mittelschule und begann 1916 ein Architekturstudium an der Universität von Amsterdam. Nach Abschluss des Studiums zog er wieder zurück nach Java, das nasskalte niederländische Klima sagte ihm nicht besonders zu. Zurück auf Java baute Adolfs Häuser in Yogyakarta, Solo und Surabaya.
Im Alter von etwa 24 Jahren entdeckte Adolfs seine Neigung zur darstellenden Kunst. Er vertauschte die Reissfeder mit Kaltnadel, Zeichenstift und Pinsel und widmete sein Leben von da an ganz der Malerei.
Bereits bekannt als Reklame-Illustrator, wurde Adolfs im März 1924 unter dem Patronat des «Kunstkring» dem Publikum von Yogyakarta erstmals als Maler, Aquarellist und Zeichner vorgestellt. Die Presse bezeichnete ihn als einen talentierten Künstler und prophezeite ihm eine erfolgreiche Zukunft.

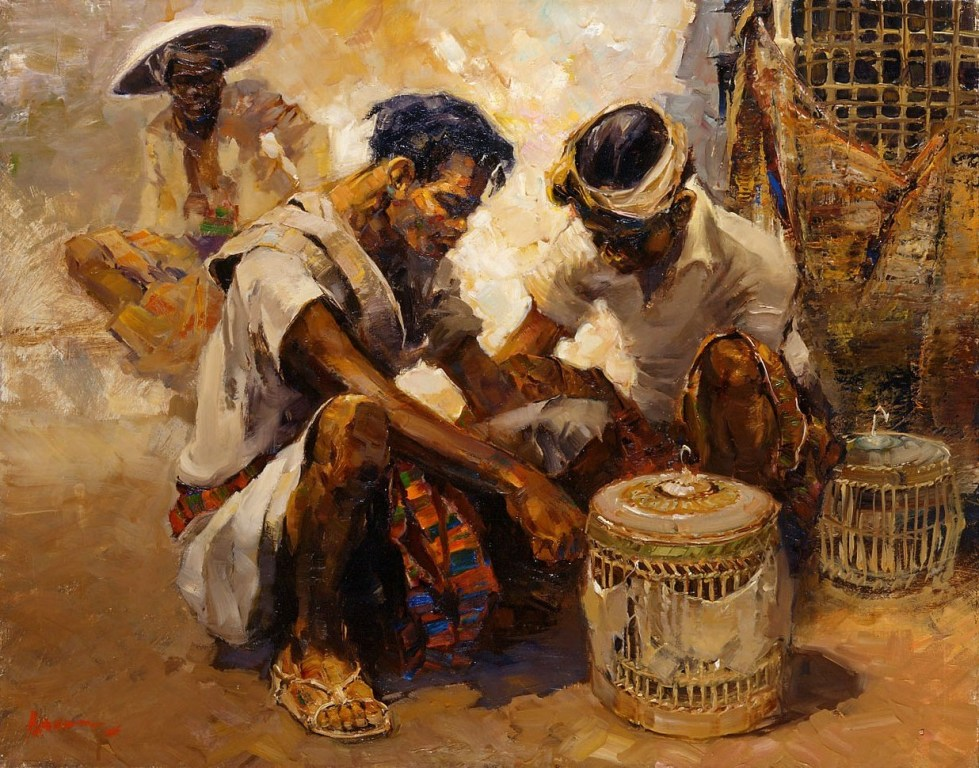
Vogelkäufer (1947)

Einerseits ein Bonvivant und das Leben in vollen Zügen geniessend, war G.P. Adolfs andererseits ein disziplinierter Workaholic, der unermüdlich, systematisch und hart für seinen Erfolg arbeitete. Von Java aus machte er Studienreisen nach Florenz, Rom, Zürich, Wien, Budapest, Prag und – zusammen mit seinem japanischen Malerfreund Léonard Tsuguharu Fujita – nach Paris und veranstaltete Ausstellungen in Surabaya, Tokyo, Singapur, London, Amsterdam, Bern, San Francisco. 1940, kurz vor der Besetzung der Niederlande, kam Adolfs nach Europa. Viele seiner älteren Werke galten zusammen mit dem torpedierten und versunkenen Frachtschiff Simaloer als verschollen, weitere Bilder wurden im Februar 1944 bei der Bombardierung von Nijmegen zerstört. Nach dem Krieg lebte Adolfs vorwiegend in Amsterdam, schrieb und illustrierte Bücher, holte sich Anregungen für seine Malerei in Skandinavien, Frankreich, Spanien, Italien und Nordafrika und stellte in namhaften Galerien aus.
Obwohl Adolfs nach dem Krieg nie mehr nach Java zurückkehrte, blieb er den Hauptmotiven seiner Werke treu: Marktszenen, balinesische Tänzerinnen, Hahnenkämpfe, Landschaften und Straßenszenen aus Java und Bali. 1967 zog er sich in ein Dorf in Südholland zurück und starb am 1. Februar in ’s-Hertogenbosch.

## Kritiken
“Amongst those who have brought drawings and paintings from the Dutch East Indies, G.P. Adolfs stands out on account of the striking frankness of his style. These are not the aperçus of a typical Dutch painter seeking to achieve atmosphere and tone at all costs; but neither is there any forced exoticism in the style. He knows how to inform us directly and spontaneously of the atmosphere of a particular location – both in his paintings and in his sketches and water-colours. He tells us about the special mixture of the intimate and the fantastic in an old quarter of Surabaya and about the phantasmagorical might of a tall temple gate topped with a monstrous idol; he tells us about the epic quality of the lakes with proa boats sailing on them; and about the graceful indolence of local people leaning against broken walls. He has the unpretentiousness of true inspiration, and some of his compositions – the one with the temple gates and the one with the well – convey a strong and strange enchantment to the observer”

’Many are called, but few are chosen!’ One of those few is Ger. P. Adolfs, whose income as a painter allows him to travel to Europe, Japan and China for instance

“His paintings are among the best we have seen for expressing the spirit, the colour and the vivid sunshine of this part of the world.”

“… what rich colours! And those little warong scenes, that cockfight, those dancers. . . They are all real. And so are the colours. It all goes straight to the heart of the matter. It’s all been captured on the canvas with talent and feeling. This is the vision of an artist who has travelled across the Orient for twenty years, seeking to fathom the soul, the inner being of his living themes. He has fathomed them.”

“In his works he has always attempted to represent the light, colour and the simple joy of life that impregnates the native scenes of the East. As can be seen from the works reproduced, he has a bold, vigorous style, applying his pigments with quick strokes of the palette knife.”

## Literatur

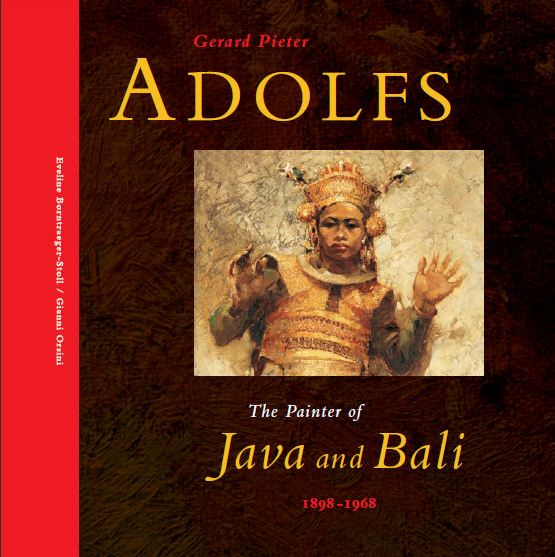
Cover des Buches „Gerard Pieter Adolfs – The Painter of Java and Bali“ von Eveline Borntraeger-Stoll & Gianni Orsini (2008)